# Sorbeoconcha
Sorbeoconcha es un orden de gastrópodos del superorden Caenogastropoda.

## Subórdenes
- Discopoda P. Fischer, 1884
- Murchisoniina Cox & Knight, 1960
- Hypsogastropoda Ponder & Lindberg, 1997
- Cerithiimorpha

- Datos: Q136817
- Multimedia: Sorbeoconcha / Q136817
- Especies: Sorbeoconcha